# Xian de Jingyan
Le xian de Jingyan (井研县 ; pinyin : Jǐngyán Xiàn) est un district administratif de la province du Sichuan en Chine. Il est placé sous la juridiction de la ville-préfecture de Leshan.

## Démographie
La population du district était de 418 096 habitants en 1999.